# 郭沖
郭 沖（かく ちゅう、生没年不詳）は、魏から西晋の政治家。涼州金城郡の人。父は魏の東安太守の郭智。

## 生涯
郭沖は若い頃、内面は優れていたが、外見にそれが見えなかった。尚書僕射の杜畿は郭沖を見て父の後を立派に継いで家を守る人物だと予言した。時の人は皆、社畿が間違っていると考えたが、郭沖は代郡太守となって家を全うした。
西晋の初期、扶風王司馬駿が郭沖らとともに諸葛亮の人物論を交わした。郭沖は諸葛亮を五つの故事を引いて賛美し権智英略、管仲、晏嬰に喩えたという。

## 郭沖の五事
- 劉璋時代の緩やかで規律のない統治を諸葛亮が法（『蜀科』）でもって引き締めた。
- 曹操が劉備に送った刺客を話を聞いただけ見抜いた。
- 空城の計をもって寡兵で司馬懿の大軍を撤退させた。
- 第一次北伐後の蜀の人が隴西の民数千人を得た事を賛美したが、これしきのことでは祝われてはかなわないと固辞した。
- 魏の大軍が迫っているのを知りながら、前もって約束した兵卒を帰還させた。

『三国志』に注釈を付けた裴松之はどれも作り話であると、郭沖を厳しく批判している。